# سینت رابرت (میزوری)
سینت رابرت (به انگلیسی: St. Robert) یک شهر در ایالات متحده آمریکا است که در شهرستان پلاسکی، میزوری واقع شده‌است. سینت رابرت ۲۰٫۳۱ کیلومتر مربع مساحت و ۴٬۳۴۰ نفر جمعیت دارد و ۳۱۷ متر بالاتر از سطح دریا قرار دارد.